# Compton, Kalifornien
Compton är en stad i södra Los Angeles County i Kalifornien, USA, eller snarare en stadsdel i Los Angeles. Vid en folkräkning år 2000 hade Compton 93 493 invånare. Majoriteten av Comptons invånare är latinamerikaner. Compton är bland annat känt för att ha producerat flera kända rappare, exempelvis  MC Eiht, DJ Quik, The Game, Dr Dre, Ice Cube, Eazy-E, MC Ren, DJ Yella, Coolio och Kendrick Lamar. Compton är även känt för sin höga kriminalitet.  
Stadsdelen har väldigt stora gängproblem. De mest kända gängen är Crips och Bloods. Bloods är mer känd som överordnad organisation till Pirus. På 80-90-talet var var tredje invånare med i ett gäng. Nu är det var tionde som är med. Crips känns igen på den blå färgen på kläderna och skorna av märket British Knights som förkortas BK vilket de säger står för Blood Killer, Bloods har färgen röd på sina kläder.[källa behövs]. Compton blev världskänt efter den amerikanska rapgruppen N.W.A. som bland annat gjorde albumet Straight Outta Compton. Även Kendrick Lamar gjorde staden känd då han släppte singeln m.a.a.d. city. Låten handlar om rapparens svåra uppväxt i Compton tillsammans med gängkriminaliteten.